# Liste der Straßen und Brücken in Hamburg-Moorburg

Lage von Hamburg-Moorburg in Hamburg und im Bezirk Hamburg-Harburg (hellrot)

Die Liste der Straßen und Brücken in Hamburg-Moorburg ist eine Übersicht der im Hamburger Stadtteil Moorburg vorhandenen Straßen und Brücken. Sie ist Teil der Liste der Verkehrsflächen in Hamburg.

## Überblick
In Moorburg (Ortsteilnummer 712) leben 718 Einwohner (Stand: 31. Dezember 2023) auf 10,0 km². Moorburg liegt im Postleitzahlenbereich 21079.
In Moorburg gibt es 19 benannte Verkehrsflächen, darunter eine Brücke und einen Kai.

## Übersicht der Straßen
Die nachfolgende Tabelle gibt eine Übersicht über alle benannten Verkehrsflächen – Straßen, Plätze und Brücken – im Stadtteil sowie einige dazugehörige Informationen. Im Einzelnen sind dies:
- Name/Lage: aktuelle Bezeichnung der Straße, des Platzes oder der Brücke. Über den Link (Lage) kann die Straße, der Platz oder die Brücke auf verschiedenen Kartendiensten angezeigt werden. Die Geoposition gibt dabei ungefähr die Mitte an. Bei längeren Straßen, die durch zwei oder mehr Stadtteile führen, kann es daher sein, dass die Koordinate in einem anderen Stadtteil liegt.
- Straßenschlüssel: amtlicher Straßenschlüssel, bestehend aus einem Buchstaben (Anfangsbuchstabe der Straße, des Platzes oder der Brücke) und einer dreistelligen Nummer.
- Länge/Maße in Metern:
Hinweis: Die in der Übersicht enthaltenen Längenangaben sind nach mathematischen Regeln auf- oder abgerundete Übersichtswerte, die im Digitalen Atlas Nord[1] mit dem dortigen Maßstab ermittelt wurden. Sie dienen eher Vergleichszwecken und werden, sofern amtliche Werte bekannt sind, ausgetauscht und gesondert gekennzeichnet.
Bei Plätzen sind die Maße in der Form a × b bei rechteckigen Anlagen oder a × b × c bei dreiecksförmigen Anlagen mit a als längster Kante dargestellt.
Der Zusatz (im Stadtteil) gibt an, wie lang die Straße innerhalb des Stadtteils ist, sofern sie durch mehrere Stadtteile verläuft.
- Namensherkunft: Ursprung oder Bezug des Namens.
- Datum der Benennung: Jahr der offiziellen Benennung oder der Ersterwähnung eines Namens, bei Unsicherheiten auch die Angabe eines Zeitraums.
- Anmerkungen: Weitere Informationen bezüglich anliegender Institutionen, der Geschichte der Straße, historischer Bezeichnungen, Baudenkmale usw.
- Bild: Foto der Straße oder eines anliegenden Objektes.

| Name/Lage                      | Straßen- schlüssel | Länge/Maße (in Metern) | Namensherkunft                                                                                  | Datum der Benennung | Anmerkungen                                                                                  | Bild                               |
| ------------------------------ | ------------------ | ---------------------- | ----------------------------------------------------------------------------------------------- | ------------------- | -------------------------------------------------------------------------------------------- | ---------------------------------- |
| Altenwerder Hauptstraße (Lage) | A693               | 0225                   | Hamburger Stadtteil Altenwerder                                                                 | 2002                | lt. Straßenverzeichnis in Altenwerder, lt. Grundkarte südlicher Teil in Moorburg             | Altenwerder Hauptstraße (Moorburg) |
| Ballinkai (Lage)               | B877               | 0230 (im Stadtteil)    | Albert Ballin (1857–1918), Reeder                                                               | 2002                | überwiegender nördlicher Teil in Altenwerder                                                 |                                    |
| Drewer Hauptdeich (Lage)       | –                  | 2340                   | nach einer Flurbezeichnung                                                                      | 1969                | lt. Straßenverzeichnis in Altenwerder, lt. Grundkarte komplett in Moorburg                   | Drewer Hauptdeich                  |
| Kattwykbrücke (Lage)           | K546               | 0180 (im Stadtteil)    | nach dem mittelniederdeutschen Begriff für sumpfige Bucht                                       | 1972                | östlicher Teil in Wilhelmsburg                                                               | Kattwykbrücke                      |
| Kattwykdamm (Lage)             | K548               | 0850 (im Stadtteil)    | in Anlehnung an die Kattwykbrücke                                                               | 1973                | östlich der Süderelbe in Wilhelmsburg                                                        | Kattwykdamm                        |
| Moorburger Alter Deich (Lage)  | M250               | 1560                   | nach Lage und Funktion im Stadtteil                                                             | nicht bekannt       |                                                                                              | Moorburger Alter Deich             |
| Moorburger Bogen (Lage)        | M393               | 0790 (im Stadtteil)    | nach dem Verlauf im Stadtteil                                                                   | 1980                | südlich der Kreuzung Fürstenmoordamm in Heimfeld                                             | Moorburger Bogen                   |
| Moorburger Burgweg (Lage)      | M251               | 0145                   | nach dem Weg zur Moorburg, einem burgartigen Speicher                                           | 1948                |                                                                                              | Moorburger Burgweg                 |
| Moorburger Elbdeich (Lage)     | M252               | 4250                   | nach Lage und Funktion im Stadtteil                                                             | 1948                |                                                                                              | Moorburger Elbdeich                |
| Moorburger Hauptdeich (Lage)   | M369               | 1335 (im Stadtteil)    | nach Lage und Funktion im Stadtteil                                                             | 1969                | südlicher Teil ab Abzweigung Moorburger Hinterdeich in Heimfeld                              | Moorburger Hauptdeich              |
| Moorburger Hinterdeich (Lage)  | M253               | 3475                   | nach Lage und Funktion im Stadtteil                                                             | 1948                |                                                                                              | Moorburger Hinterdeich             |
| Moorburger Kirchdeich (Lage)   | M254               | 1315 (im Stadtteil)    | nach Lage und Funktion im Stadtteil                                                             | 1948                | südlich der Moorburger Landscheide in Heimfeld                                               | Moorburger Kirchdeich              |
| Moorburger Schanze (Lage)      | M446               | 1050                   | frei gewählter Name in Bezug auf den Stadtteil                                                  | 2010                |                                                                                              | Moorburger Schanze                 |
| Moorburger Straße (Lage)       | M256               | 1210 (im Stadtteil)    | nach der Lage im Stadtteil                                                                      | 1885                | verläuft in Moorburg auf Firmengelände; östlich des Moorburger Bogens in Heimfeld            |                                    |
| Nehusweg (Lage)                | N024               | 0185                   | nach dem Moorburger Gemeindevorsteher Nehus                                                     | 1948                |                                                                                              | Nehusweg                           |
| Obenburger Querweg (Lage)      | O004               | 0355                   | nach der alten Moorburg                                                                         | vor 1936            |                                                                                              | Obenburger Querweg                 |
| Untenburger Querweg (Lage)     | U027               | 0840                   | ländlicher Weg, möglicherweise in Anlehnung an den weiter nördlich gelegenen Obenburger Querweg | vor 1936            |                                                                                              | Untenburger Querweg                |
| Vollhöfner Weiden (Lage)       | V137               | 0105 (im Stadtteil)    | nach einer Flurbezeichnung                                                                      | 1985                | lt. Straßenverzeichnis nur in Altenwerder, lt. Grundkarte kurzer südlicher Teil in Moorburg  | Vollhöfner Weiden                  |
| Waltershofer Straße (Lage)     | W051               | 1975 (im Stadtteil)    | Hamburger Stadtteil Waltershof                                                                  | 1951                | südlich der Moorburger Landscheide in Hausbruch, nördlich der Alten Süderelbe in Altenwerder | Waltershofer Straße                |